# Yves Hézard
Yves Hézard (* 20. Oktober 1948 in Donzy) ist ein ehemaliger französischer Radrennfahrer und nationaler Meister im Radsport.

## Sportliche Laufbahn
Hézard wurde er 1970 nationaler Militärmeister im Straßenrennen und fuhr als Amateur rund 60 Siege heraus. Darunter waren Erfolge in den Eintagesrennen Paris–Rouen (vor Régis Ovion), Paris–Auxerre (vor Alain Maingon) und Paris–Vailly (vor Alain Maingon) 1970. In der Saison 1970 gewann er auch eine Etappe der Tour de l’Avenir sowie der Tour du Loir-et-Cher und mit Joël Millard das Paarzeitfahren Flèche d’Or. 1970 wurde er mit der „Mérite Veldor“ geehrt, einer Auszeichnung für den besten französischen Amateur des Jahres.
1971 wurde er Berufsfahrer im Radsportteam Sonolor-Lejeune, in dem Lucien Aimar Kapitän war. Er wurde Sieger der nationalen Meisterschaft im Straßenrennen, der Sieg wurde ihm später aber wegen des Gebrauchs von Dopingmitteln aberkannt.
1972 hatte er mit dem Sieg im Etappenrennen 4 Tage von Dünkirchen einen ersten bedeutenden Erfolg. Bei seinem ersten Start in der Tour de France siegte er auf der 7. Etappe. 1973 gewann er die Tour d’Indre-et-Loire vor Cyrille Guimard mit einem Etappenerfolg. Zudem wurde er Zweiter im Rennen Paris–Bourges. Die Saison 1976 brachte ihm keine Siege, aber zweite Plätze im Critérium International, im Circuit de la Sarthe sowie in der Tour d’Indre-et-Loire.
1977 gewann er die nationale Meisterschaft in der Einerverfolgung. Im Finale des Meisterschaftsrennens bezwang er Christian Muselet. 1978 siegte er im Grand Prix de Fourmies und der Route Nivernais. 1979 gewann er eine Etappe der Tour du Limousin und 1980 Paris–Bourges mit einem Etappenerfolg. Seinen letzten Sieg als Profi holte er 1981, als er den Prolog der Tour du Tarn gewann.
Er startete siebenmal in der Tour de France. Dabei wurde er 1972 7., 1975 21., 1976 45., 1978 17., 1979 17. und 1980 71. des Endklassements., 1973 war er ausgeschieden. Den Giro d’Italia beendete er 1977 auf dem 44. Rang. Insgesamt errang er als Profi rund 35 Siege.

## Berufliches
Von 1982 bis 1987 Nationaltrainer des französischen Verbandes. 1988 wurde er Sportlicher Leiter des Radsportteams La Vie Claire, später bei Toshiba. Ab 1992 arbeitete er für die Firma Mavic.